# Ena lepa pesem o pijanem možu in ženi

Ena lepa pesem o pijanem možu in ženi je drama, ki jo je Franc Jožef Jankovič dokončal leta 1712. Ohranjena je v rokopisu.
Izvirni naslov je Ena Lepa Peishem ad Peianega Mosha ino shene, drama je namreč zapisana v bohoričici. Avtor je bil oskrbnik graščine Slatna blizu Šmartnega pri Litiji. Vešč je bil treh jezikov: nemščine, slovenščine in latinščine. Med raziskovanjem urbarjev graščine so odkrili, da vsebujejo tudi nemško pesem in dve slovenski med katerimi je bila tudi Ena lepa pesem o pijanem možu in ženi. Po najdbi sta bili slovenski pesmi objavljeni v Jeziku in slovstvu (številka 6/7, letnik 1973/74). Pesem je dialogizirana, ali pa je samo dialog, ki je bil takrat del uprizoritve in bi ga lahko imenovali dramski. Delo ni ljudska pesem. Morala je nastati v oblikovalno bolj izobraženem in zahtevnejšem okolju, v okolju podeželske gospode in (pol)inteligence v njeni družbi. Tudi slog potrjuje to trditev, sej se ujema z nazori in estetiko dobe. Slog mora namreč ustrezati stanu. Visoki stil tako pripada dvoru, nizki kmetom, služinčadi in srednji meščanstvu. Jankovičevo delo torej sodi v nizki stil in zaradi komičnih elementov v burko. 

## Obnova
Žena pride v gostilno po moža, ki se tam naceja dan za dnem; očita mu, da se ne meni za družino, da otroci in živina stradajo, prosi, naj preskrbi kruha, naj jo vendar posluša in ne zapravlja. Mož ji odgovarja s surovo brezbrižnostjo, njemu je v alkoholni omami dobro, »kurba stara« pa naj se znajde, kakor ve in zna. Žena se razjezi, začne zmerjati, mu obeta, da se bo tudi njegov čas iztekel. Mož odgovori z grožnjami, da jo bo pretepel, če ne bo držala jezika. Vendar do pretepa no pride, mož je od pijače matast in zaspan in ko žena le še ne da miru, ji surovo zabrusi: piši mene baba v rit! 